# Сьвентошовиці
Сьвентошовиці (пол. Świętoszowice, нім. Schwientoschowitz) — село в Польщі, у гміні Зброславиці Тарноґурського повіту Сілезького воєводства.
Населення — 555 осіб (2011).
У 1975-1998 роках село належало до Катовицького воєводства.

## Демографія
Демографічна структура станом на 31 березня 2011 року:
|          | Загалом | Допрацездатний вік | Працездатний вік | Постпрацездатний вік |
| -------- | ------- | ------------------ | ---------------- | -------------------- |
| Чоловіки | 272     | 40                 | 192              | 40                   |
| Жінки    | 283     | 40                 | 164              | 79                   |
| Разом    | 555     | 80                 | 356              | 119                  |